# 北帝廟 (平鳳鎮舊村)
北帝庙，位于中国广东省肇庆市平凤镇旧村，为封开县县级文物保护单位，类型为古建筑，公布时间为2003年9月18日。
北帝庙的历史年代为明代。